# 시애틀 크라켄

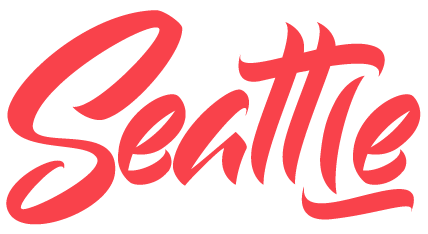

시애틀 크라켄(영어: Seattle Kraken)는 미국 워싱턴주 시애틀을 연고지로 NHL 서부 콘퍼런스 퍼시픽 디비전에 참가하고 있으며 홈구장은 클라이멋 플레지 아레나이다.

## 영구 결번
| 번호 | 선수명      | 포지션 | 활동 기간 | 지정일           |
| ---- | ----------- | ------ | --------- | ---------------- |
| 32   | 크라켄 팬들 | -      | -         | 2021년 10월 23일 |

- 2021년 10월 23일 크라켄의 첫 정규 시즌 홈 경기가 시작되기 전에 등번호 32번이 결번됐다. NHL의 32번째 구단임과 첫 날에 입장권 보증금 낸 32,000 명의 팬들을 기리기 위해 결번됐다.
- NHL은 2000년 내셔널 하키 리그 올스타전에서 웨인 그레츠키의 99번을 리그 전 구단 결번으로 지정했다.

## 역대 홈경기장
| 경기장                 | 사용기간    | 수용인원 | 장소            | 비고 |
| ---------------------- | ----------- | -------- | --------------- | ---- |
| 클라이멋 플레지 아레나 | 2021년~현재 | 15,177명 | 워싱턴주 시애틀 | 빈칸 |

## 같이 보기
- 시애틀 슈퍼소닉스 (NBA)
- 시애틀 스톰 (WNBA)